# Cheiradenia
Cheiradenia is een monotypisch geslacht van orchideeën uit de onderfamilie Epidendroideae.
De enige soort Cheiradenia cuspidata is een kleine epifytische plant die groeit op bemoste bomen en rotsen in de warme, vochtige regenwouden van het noordelijke Amazonegebied.

## Naamgeving en etymologie
De botanische naam Cheiradenia is afkomstig van het Oudgrieks χείρ, cheir (hand) en ἀδήν, adēn (klier), een verwijzing naar de vingervormige uitstulpingen op de bloemlip.

## Kenmerken
De plant is een kleine epifytische, zelden lithofytische orchidee, met korte kruipende rizomen, in clusters groeiende ovale pseudobulben omgeven door membraneuze bladscheden, met aan de top één tot drie gladde of licht generfde ovale tot spatelvormige bladeren. De bloeiwijze is een ijle bloemtros met twee tot vier weinig opvallende bloemen, ondersteund door een kraagvormige rozet van talrijke witte, spitse schutbladen, op een okselstandige, dunne, ver boven de bladeren uitstekende bloemstengel.
De bloemen zijn klein en wit, met gelijkvormige, ovale kelk- en kroonbladen met spitse top. De bloemlip is ongedeeld of zwak drielobbig, met een centrale callus die aan de top meerdere vingervormige uitstulpingen draagt. De lip scharniert met de basis van het gynostemium, dat kort en dik is, met een terminale helmknop en twee wasachtige pollinia.

## Taxonomie
Het geslacht is tot op heden monotypisch: het omvat één soort.

### Soort
- Cheiradenia cuspidata Lindl. (1853)